# Shawn Ashmore
Shawn Robert Ashmore (Richmond, 1979. október 7. –) kanadai színész. 
Legismertebb alakítása Bobby Drake / Jégember az X-Men filmekben. 2018-tól Az újonc című sorozatban szerepel.

## Fiatalkora
Richmondban született, Linda és Rick Ashmore fiaként. St. Albertben és Bramptonban nőtt fel, ahol az Earnscliffe Senior Public Schoolba és a Turner Fenton Secondary Schoolba járt. Egypetéjű ikertestvére, Aaron Ashmore szintén színész. Aaronnal több filmben is játszottak ikreket, de egymástól függetlenül is vállaltak szerepeket.

## Pályafutása
Egyik kiemelkedő szerepe Jégember volt az X-Men – A kívülállókban és annak folytatásaiban, az X-Men 2-ben és az X-Men: Az ellenállás végében. A The Super Hero Squad Show című animációs sorozatban és az X-Men: The Official Game című videójátékban megszólaltatta a karaktert.
2002-ben Brad Rigby kadét szerepét játszotta Tinikadét című Disney Channel filmben. Vendégszerepelt a Smallville két epizódjában. Az Animorphs című sorozatban főszereplő volt. 2004 decemberében megkapta a főszerepet a SciFi Channel Földtenger kalandorai című minisorozatában.
2005-ben szerepelt a CTV Terry című tévéfilmjében. 2008-ban főszerepet játszott A romok című horrorfilmben. 2010-ben Ashmore szerepet kapott a Kihülve című filmben.
Szerepelt A végzet napja című filmben. Kevin Baconnel együtt szerepelt a Gyilkos hajsza című televíziós drámasorozatban. 2014-ben megismételte Jégember szerepét az X-Men: Az eljövendő múlt napjai című filmben.
2016 és 2017 között Sam Spencer szerepét játszotta az Ítélet című amerikai jogi drámában.

## Magánélete
2012. július 27-én feleségül vette  Dana Renee Wasdin-t. A párnak egy fia van, aki 2017-ben született.

## Filmográfia

### Filmek
| Év   | Magyar cím                      | Eredeti cím                | Szerep                 | Magyar hang     |
| ---- | ------------------------------- | -------------------------- | ---------------------- | --------------- |
| 1991 | Aki kapja, marha!               | Married to It              | tanuló                 |                 |
| 1998 | Lázadj!                         | All I Wanna Do             | fotós                  |                 |
| 2000 | X-Men – A kívülállók            | X-Men                      | Bobby Drake / Jégember | Simonyi Balázs  |
| 2001 |                                 | Wolf Girl                  | Beau                   |                 |
| 2002 | Tinikadét                       | Brad Rigby                 | Kelly kadét            | Markovics Tamás |
| 2003 | X-Men 2.                        | X2                         | Bobby Drake / Jégember | Simonyi Balázs  |
| 2005 | Osztályalsó                     | Underclassman              | Rob Donovan            |                 |
| 2005 | Három tű                        | 3 Needles                  | Denys                  |                 |
| 2005 | Csend                           | The Quiet                  | Connor                 | Hamvas Dániel   |
| 2006 | X-Men: Az ellenállás vége       | X-Men: The Last Stand      | Bobby Drake / Jégember | Simonyi Balázs  |
| 2008 | Napforduló                      | Solstice                   | Christian              | Hamvas Dániel   |
| 2008 | A romok                         | The Ruins                  | Eric                   | Szabó Máté      |
| 2010 | Kihülve                         | Frozen                     | Joe Lynch              |                 |
| 2010 | Anyák napja                     | Mother's Day               | George Barnum          |                 |
| 2011 | A végzet napja                  | The Day                    | Adam                   | Simonyi Balázs  |
| 2012 |                                 | Mariachi Gringo            | Edward                 |                 |
| 2012 |                                 | Breaking the Girls         | Eric                   |                 |
| 2014 | X-Men: Az eljövendő múlt napjai | X-Men: Days of Future Past | Bobby Drake / Jégember | Simonyi Balázs  |
| 2017 | Ördögök kapuja                  | Devil's Gate               | Conrad "Colt" Salter   |                 |
| 2017 |                                 | Hollow in the Land         | Darryl                 |                 |
| 2018 | A bosszú szövetsége             | Acts of Violence           | Brandon                | Haagen Imre     |
| 2019 |                                 | Darkness Falls             | Jeff Anderson          |                 |
| 2021 | Rémálmaid otthona               | Aftermath                  | Kevin Dadich           |                 |

### Televíziós szerepek
| Év         | Magyar cím                   | Eredeti cím                                 | Szerep                          | Megjegyzések                                                                     |
| ---------- | ---------------------------- | ------------------------------------------- | ------------------------------- | -------------------------------------------------------------------------------- |
| 1992       |                              | The Ray Bradbury Theater                    | Charlie                         | 1 epizód                                                                         |
| 1992       |                              | Mr. Dressup                                 | Shawn                           | 1 epizód                                                                         |
| 1993       |                              | Gross Misconduct: The Life of Brian Spencer | Brian Spencer fiatalon          | tévéfilm                                                                         |
| 1996       | Gyilkos előítélet            | Any Mother's Son                            | Billy                           | tévéfilm                                                                         |
| 1997       |                              | Flash Forward                               | Gord                            | 1 epizód                                                                         |
| 1997       | Nehéz örökség                | Promise the Moon                            | Leviatus Bennett                | tévéfilm                                                                         |
| 1997       | Melanie Darrow               | Melanie Darrow                              | David Abbott                    | tévéfilm magyar hangja Minárovits Péter                                          |
| 1997       |                              | Fast Track                                  | Chandler fiatalon               | 1 epizód                                                                         |
| 1998–1999  |                              | Animorphs                                   | Jake                            | főszereplő                                                                       |
| 1999       |                              | Deep in the City                            | Tyler                           | 1 epizód                                                                         |
| 1999       |                              | Real Kids, Real Adventures                  | Aaron Hall                      | 1 epizód                                                                         |
| 1999       |                              | At the Mercy of a Stranger                  | Danny                           | tévéfilm                                                                         |
| 2000       | A bolygó neve: Föld          | Earth: Final Conflict                       | Max                             | 1 epizód                                                                         |
| 2000       |                              | The Famous Jett Jackson                     | Chet                            | 1 epizód                                                                         |
| 2000       |                              | In a Heartbeat                              | Tyler Connell                   | főszereplő                                                                       |
| 2001       |                              | The Big House                               | Trevor Brewster                 | tévéfilm                                                                         |
| 2001       |                              | Blackout                                    | első szülött                    | tévéfilm                                                                         |
| 2001       | Végtelen határok             | The Outer Limits                            | Morris Shottwell                | 1 epizód                                                                         |
| 2001       |                              | Wolf Girl                                   | Beau                            | tévéfilm                                                                         |
| 2002, 2004 | Smallville                   | Smallville                                  | Eric Summers                    | 2 epizód                                                                         |
| 2004       | Földtenger kalandorai        | Earthsea                                    | Ged                             | minisorozat magyar hangja Balázs Zoltán                                          |
| 2005       |                              | Terry                                       | Terry Fox                       | tévéfilm                                                                         |
| 2009       |                              | Diverted                                    | Mike Stiven                     | tévéfilm                                                                         |
| 2009–2010  |                              | The Super Hero Squad Show                   | Bobby Drake / Jégember (hangja) | 2 epizód                                                                         |
| 2010       |                              | Bloodletting & Miraculous Cures             | Fitz                            | minisorozat                                                                      |
| 2010       | A rejtély                    | Fringe                                      | Joshua Rose                     | 1 epizód                                                                         |
| 2013–2015  | Gyilkos hajsza               | The Following                               | Mike Weston                     | főszereplő magyar hangja Rajkai Zoltán                                           |
| 2016       |                              | Relationship Status                         | Ben                             | 3 epizód                                                                         |
| 2016–2017  | Ítélet                       | Conviction                                  | Carter Griffin                  | főszereplő magyar hangja Szabó Máté                                              |
| 2018       | S.W.A.T. – Különleges egység | S.W.A.T.                                    | William Tanner                  | 1 epizód                                                                         |
| 2018–      | Az újonc                     | The Rookie                                  | Wesley Evers                    | főszereplő magyar hangja Horváth Illés (1., 3. évadtól) Suhajda Dániel (2. évad) |
| 2019       | A sötétség titkai            | Into the Dark                               | Thomas                          | 1 epizód magyar hangja Pásztor Tibor                                             |
| 2020       | A fiúk                       | The Boys                                    | Lamplighter                     | 3 epizód                                                                         |
| 2022       | Újoncok: FBI                 | The Rookie: Feds                            | Wesley Evers                    | 1 epizód                                                                         |